# Liste der türkischen Botschafter in Mexiko
Der Botschafter in Mexiko-Stadt ist regelmäßig auch bei den Regierungen in San José (Costa Rica), San Salvador, Guatemala-Stadt, Port-au-Prince, Tegucigalpa, Managua und Panama-Stadt akkreditiert.
| Ernennung Akkreditierung | Botschafter           | Bemerkung | Liste der Ministerpräsidenten der Türkei | Liste der Staatsoberhäupter Mexikos | Posten verlassen |
| ------------------------ | --------------------- | --- | ---------------------------------------- | ----------------------------------- | ---------------- |
| 7. Juni 1931             | Ahmet Muhtar Bey      | | Ali Fethi Bey                            | Pascual Ortiz Rubio                 | 20. Apr. 1934    |
| 31. März 1935            | Tahsin Mayatepek      | forschte zum Sonnenkult in der Maya-Kultur, 23. Januar 1938 – 2. Juli 1938: Botschafter in Rio de Janeiro | Ali Fethi Bey                            | Lázaro Cárdenas del Río             | 7. März 1938     |
| 29. Sep. 1947            | Vedit Uzgören         | (* 1897 in Istanbul; † 30. Januar 1970) | Hasan Saka                               | Miguel Alemán Valdés                | 28. Juli 1952    |
| 25. Nov. 1952            | Nureddin Pınar        | | Adnan Menderes                           | Adolfo Ruiz Cortines                | 28. Feb. 1960    |
| 29. Feb. 1960            | Orhan Rüşdü Ermete    | | Cemal Gürsel                             | Adolfo López Mateos                 | 28. März 1960    |
| 31. Okt. 1961            | Fethi Aşkın           | (* 1914 in Kandıra; † 12. April 1978) studierte Rechtswissenschaft, 6. Januar 30. Mai 1960 – 20. November 1961: Zoll- und Handelsminister der Türkei | Emin Fahrettin Özdilek                   | Adolfo López Mateos                 | 24. Sep. 1968    |
| 9. Feb. 1969             | Sakıp Bayaz           | | Suad Hayri Ürgüplü                       | Gustavo Díaz Ordaz                  | 19. Jan. 1972    |
| 1. Feb. 1972             | Doğan Türkmen         | | Ferit Melen                              | Luis Echeverría Álvarez             | 23. Sep. 1976    |
| 29. Nov. 1979            | Erdoğan Sanalan       | | Süleyman Demirel                         | José López Portillo                 | 19. Sep. 1983    |
| 20. Sep. 1983            | Ahmet Asım Akyamaç    | | Turgut Özal                              | Miguel de la Madrid Hurtado         | 25. Dez. 1986    |
| 26. Dez. 1986            | Tanju Ülgen           | | Turgut Özal                              | Miguel de la Madrid Hurtado         | 26. Sep. 1991    |
| 27. Sep. 1991            | Nurver Nureş          | | Ahmet Mesut Yılmaz                       | Carlos Salinas de Gortari           | 26. Mai 1995     |
| 27. Mai 1995             | Metin Mekik           | | Tansu Çiller                             | Ernesto Zedillo Ponce de León       | 16. Dez. 1996    |
| 17. Dez. 1996            | Verşan Şentürker      | | Necmettin Erbakan                        | Ernesto Zedillo Ponce de León       | 16. Feb. 1998    |
| 28. Feb. 1998            | Ergün Pelit           | | Mesut Yılmaz                             | Ernesto Zedillo Ponce de León       | 17. Juli 2002    |
| 29. Juli 2002            | Mehmet Nuri Ezen      | | Abdullah Gül                             | Vicente Fox Quesada                 | 24. Nov. 2004    |
| 1. Dez. 2004             | Ahmet Sedat Banguoğlu | (* 1943 in Istanbul) 1962–1966: Robert College, studierte Politikwissenschaft an der Universität Ankara anschließend Betriebswirtschaft, trat 1971 in den auswärtigen Dienst. | Recep Tayyip Erdoğan                     | Vicente Fox Quesada                 | 1. Jan. 2009     |
| 14. Juli 2009            | Alev Kılıç            | (* 1946 Seyitgazi) verheiratet, hat zwei Kinder. Besuchte das Kadıköy Maarif Koleji, Statesville, schloss 1968 ein Studium der Politikwissenschaft an der Universität Ankara ab, trat 1969 in den auswärtigen Dienst und zum Wehrdienst, 1996: Jugoslawien, 1998: ständiger Vertreter beim Europarat. Am 22. Oktober 2011 in den Ruhestand versetzt.                                          | Recep Tayyip Erdoğan                     | Felipe Calderón                     | 31. Okt. 2011    |
| 7. Juni 2012             | Ahmet Acet            | (* 21. Februar 1951 in Helsinki) studierte Politikwissenschaft an der Amerikanischen Universität Beirut, 1998–2002: Botschafter in Belgrad, 2008–2011: Botschafter in Berlin. | Recep Tayyip Erdoğan                     | Felipe Calderón                     | 12. Nov. 2014    |
| 12. Nov. 2014            | Mustafa Demiralp      | (* 22. Januar 1952 in Istanbul) besuchte 1971 die St. Joseph High School (Istanbul) Januar 1976: Technische Universität des Nahen Ostens. 1997–2000: Sonderberater des Außenministers, 2000–2002: ständiger Vertreter bei der Welthandelsorganisation, 2002–2005: ständiger Vertreter bei der Europäischen Union, 2009–2010: Botschafter in Bern, 2010–2013: Vertreter beim Nordatlantikpakt. | Ahmet Davutoğlu                          | Enrique Peña Nieto                  | 24. Mai 2016     |